# Eduard Riesch
Eduard Riesch (* 14. Januar 1893 in München; † 17. Februar 1945 bei Niesky) war ein deutscher Generalmajor der Luftwaffe der Wehrmacht während des Zweiten Weltkriegs.

## Leben
Riesch trat nach dem Beginn des Ersten Weltkriegs in das 20. Infanterie-Regiment „Prinz Franz“ der Bayerischen Armee ein. Nach seiner Beförderung zum Leutnant am 6. September 1915 wechselte er am 2. November 1916 zur Fliegertruppe und begann eine Flugzeugführerausbildung. Anschließend ging er am 2. Mai 1917 zur bayerischen Flieger-Abteilung 294 und übernahm am 2. August 1918 die Führung der Fliegerschule des Armeeflugparks 6.
Nach dem Kriegsende wurde er in die Reichswehr übernommen und diente im 19. Infanterie-Regiment der 7. Division. Nach seiner Beförderung zum Oberleutnant am 1. Mai 1923 begann er am 1. Oktober 1923 ein Studium in Ingenieurwesen an der Technischen Hochschule München. Während des Studiums, das er am 9. Mai 1928 mit Diplom abschloss, erhielt er die Beförderung zum Rittmeister. Ab dem 1. April 1929 wechselte er in das Reichswehrministerium (RWM) nach Berlin als Referent im Heereswaffenamt/Wa Prw 8. Anschließend führte er von 1929 bis 1931 die Gruppe 1 (Entwicklung – Flugzeuge) in der Waffen-Prüfwesen-Abteilung des RWM. Am 1. Mai 1931 übernahm er als Chef eine Kompanie im 20. (Bayerisches) Infanterie-Regiment, bevor er am 1. Oktober 1933 in den Stab der Technischen Schule in Jüterbog wechselte.
Am 1. Mai 1934 wechselte er zur neu gegründeten Luftwaffe und wurde Leiter der Zweigstelle Adlershof der Technischen Schule der Luftwaffe. Dort wurde er am 1. September 1934 zum Major befördert und übernahm am 1. Oktober 1935 die Leitung der Technischen Schule in Jüterbog. Nach seiner Beförderung zum Oberstleutnant am 1. Oktober 1936 übernahm er am 1. April 1937, als Gruppenkommandeur, die I. Gruppe des Kampfgeschwaders 155 unter gleichzeitiger Wahrnahme der Aufgaben des Fliegerhorstkommandanten Giebelstadt. Ein Jahr später wechselte er in gleicher Funktion zur I. Gruppe des Kampfgeschwaders 158 auf den Fliegerhorst Wiener Neustadt. Nachdem er am 1. Januar 1939 zum Oberst befördert wurde, war er ab dem 1. April Lehrer an der Heereswaffenmeisterschule. Im Westfeldzug führte er ab dem 14. Juni 1940 als Kommandant den Fliegerhorst St.-Omer sowie den umliegenden Flughafenbereich Saint-Omer. Bis Kriegsende führte er weitere Dienststellen der Bodenorganisation der fliegenden Verbände wie das Koflug 2/VI, das Flughafenbereichs-Kommando 4/III. 23, das Flughafenbereichs-Kommando 2/VIII und das Koflug Görlitz. Dabei erhielt er am 1. November 1941 seine Beförderung zum Generalmajor. Er verstarb bei Kriegshandlungen am 17. Februar 1945 in der Nähe bei Niesky unter ungeklärten Umständen.